# 장수잠자리
장수잠자리는 잠자리목 장수잠자리과의 곤충으로 한국, 일본, 중국 등 아시아에 분포한다. 크기 90~105mm. 배에 노란색 줄무늬가 있고 겹눈은 녹색이다. 한반도에서 가장 큰 잠자리로 하천이나 개울에 서식하며, 유충기는 3~4년이다.

## 사진

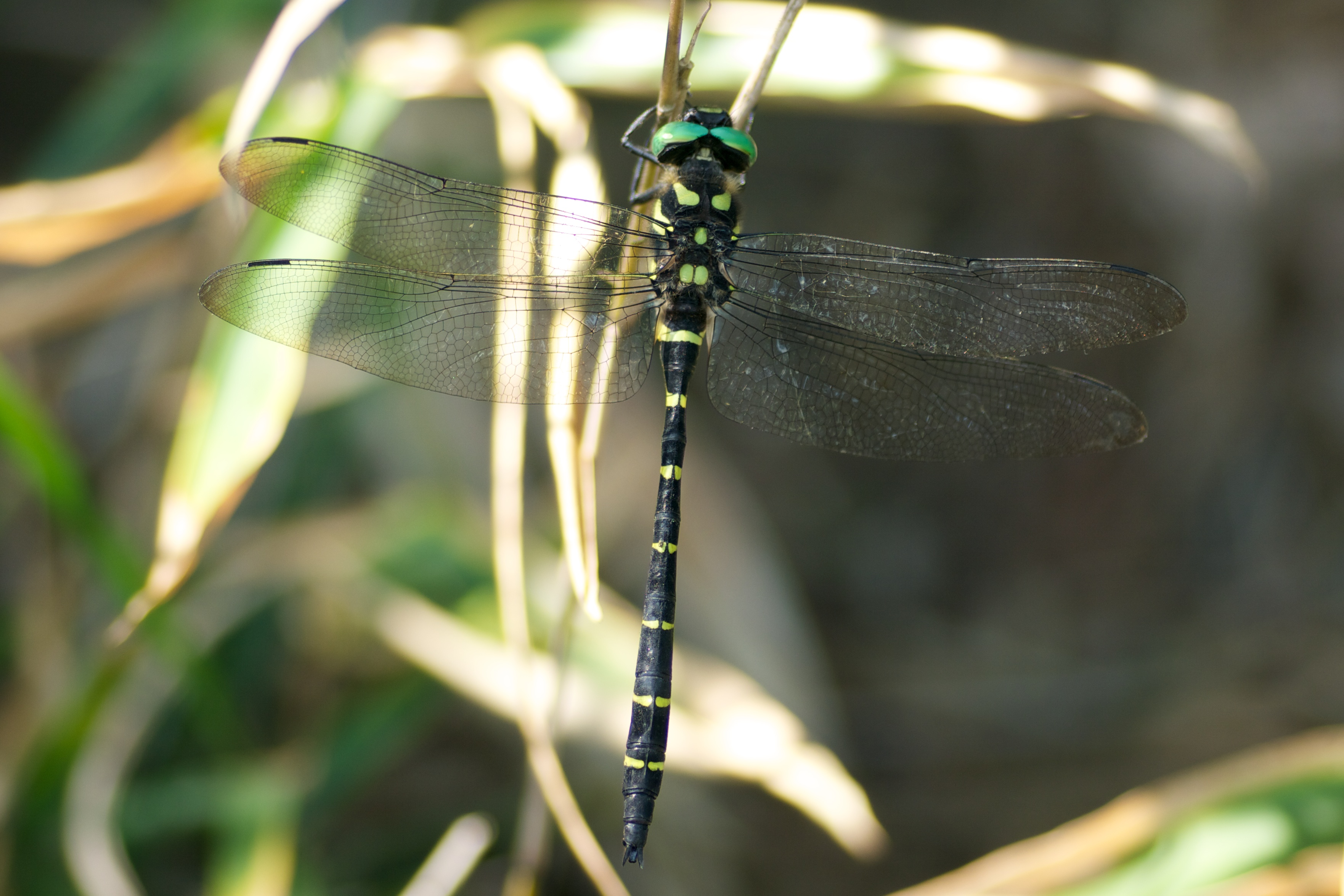
가지에 앉아있는 장수잠자리.